# Tablice rejestracyjne na Barbadosie
Oznaczenia na tablicach rejestracyjnych używanych na Barbadosie, składają się z liter i cyfr.
Pierwsza litera jest wyróżnikiem parafii (ang. parish), w której został zarejestrowany samochód, albo kategorii pojazdu (jedna lub dwie litery).
W listopadzie 2008 roku było 126 361 zarejestrowanych pojazdów na drogach.

## Wyróżniki parafii
- A – Saint Andrew (parafia pw. św. Andrzeja).
- E – Saint Peter (parafia pw. św. Piotra).
- G – Saint George (parafia pw. św. Jerzego.)
- J – Saint John (parafia pw. św. Jana).
- L – Saint Lucy (parafia pw. św. Łucji).
- M – Saint Michael (parafia pw. św. Michała).
- O – Saint Joseph (parafia pw. św. Józefa).
- P – Saint Philip (parafia pw. św. Filipa).
- S – Saint James (parafia pw. św. Jakuba).
- T – Saint Thomas (parafia pw. św. Tomasza).
- X – Christ Church.

## Wyróżniki kategorii pojazdu (specjalne rejestracje)
- B – Autobusy komunikacji państwowej (niebieski na białym).
- CD – Pojazdy dyplomatyczne (żółty na niebieskim).
- CROWN – Pojazdy należące do królowej lub jej wicekróla i przedstawicieli gubernatorstwa (metalowa korona na czarnym).
- H – Pojazdy do wynajęcia (niebieski na białym).
- HL – Wypożyczona limuzyna (biały na czerwonym).
- M – (do czterech cyfr) – Pojazdy dealerów (czerwony na białym).
- MP – Pojazdy wojskowe, policyjne, a także premiera (biały na zielonym).
- Z – Taksówki (niebieski na białym).
- ZR – Autobusy należące do prywatnych przewoźników (niebieski na białym).